# Julstämning (musikalbum)
Julstämning är ett julalbum från 1990 av Loa Falkman. Albumet återutgavs 1995.

## Låtlista
1. Betlehems stjärna (Gläns över sjö och strand) - Alice Tegnér, Viktor Rydberg
2. Psaltarpsalm, nr 24 (Davids psalm, nr 24) (Gören portarna höga) - Gunnar Wennerberg
3. När det lider mot jul (Det strålar en stjärna) - Ruben Liljefors, Jeanna Oterdahl
4. Panis angelicus - C. Franck
5. Stilla natt (Stille Nacht, Heilige Nacht) - Franz Gruber
6. Julsång (Cantique de Noel) - Adolphe Adam, Augustin Kock
7. Frid på jorden - Billy Butt, Ingela Forsman
8. Jag drömmer om en jul hemma (White Christmas) - Irving Berlin, Karl-Lennart
9. It's Christmas in New York - Billy Butt
10. Låt mig få tända ett ljus (Schlafe mein Prinzchen) - B. Flies, B. Carlsson
11. I'll Be Home for Christmas - (Kim Gannon, Walter Kent, Buck Ram)
12. Julstämning - Lasse Holm, Ingela Forsman

## Medverkande
1. Peter Ljung - Peter Ljung, piano, synt
2. Bengt Forsberg - orgel
3. Hasse Rosén, Lasse Wellander - gitarr
4. Sam Bengtsson - bas
5. med flera

### Fotnoter
1. ↑  ”Julstämning”. Svensk mediedatabas. 1 mars 1990. http://smdb.kb.se/catalog/id/001476913. Läst 23 augusti 2014.
2. ↑  ”Julstämning”. Svensk mediedatabas. 1 mars 1995. http://smdb.kb.se/catalog/id/001509329. Läst 23 augusti 2014.